# Imperium (Warhammer 40.000)
L'Imperium dell'Umanità è un impero galattico fittizio che contiene la maggior parte della presenza umana dell'universo fantascientifico di Warhammer 40.000.

## Storia dell'Imperium

### Le Guerre di Unificazione
Le Guerre di Unificazione consistono in numerose guerre combattute alla fine dell'Era dei Conflitti e promosse dall'Imperatore, nel suo tentativo di riunificare le tribù e le nazioni che componevano la Terra, allora governate in gran parte da signori della guerra e tiranni tecno-barbarici. Le intenzioni dell'Imperatore erano di riunire i resti dell'umanità sparpagliati nella galassia e creare un Imperium che avrebbe riunito tutta l'umanità.

#### Preludio
Nel 29° Millennio, la Terra era stata inghiottita nel caos e nell'anarchia dell'Era dei Conflitti per diverse migliaia di anni. La Terra era un mosaico di città-stato, signori della guerra tecno-barbarici e vari altri tipi di stati. Tuttavia, poiché Slaanesh era vicino alla sua nascita nell'epicentro dell'Impero Eldar, le tempeste warp che circondavano il mondo natale dell'umanità si ridussero. Compreso che era giunto il momento giusto, un essere noto come l'Imperatore iniziò finalmente le sue campagne atte a riunificare la Terra sotto il suo comando.
Apparendo apertamente per la prima volta, l'Imperatore guidò i suoi Thunder Warriors, super-soldati geneticamente modificati creati in laboratori segreti, in una serie di campagne contro tutti gli altri signori della guerra e i tecno-barbari della Vecchia Terra. Le sue forze includevano non solo i Thunder Warriors, ma anche l’Adeptus Custodes, formazioni che sarebbero state incluse tra i primi membri dell’esercito imperiale, tra cui Geno Five-Two Chiliad e gli ussari Inferallti, e alla fine i prototipi Astartes. Le sue forze hanno utilizzato le armi avanzate del clan dei Terrawatt dopo aver stretto un'alleanza con loro. Così l'Imperatore fece la sua mossa sulle maggiori potenze della Terra.

#### Sottomissione della Terra
Albia - Poiché gli Albiani rifiutarono di piegarsi davanti all'Imperatore, quest'ultimo decise di "sguinzagliargli" i suoi Thunder Warriors con i loro proto-dreadnought e i blindati. Battaglia dopo battaglia, gli Albiani riuscirono ad arginare l'avanzata delle forze dell'Imperatore, ma solo a costo di incredibili perdite. Ammettendo il temperamento marziale e lo spirito indomabile del suo nemico, l'Imperatore ordinò il cessate il fuoco e cercò una soluzione diplomatica. L'Imperatore apparve davanti ai Signori dei Clan Albiani disarmati e vestiti di bianco e cremisi, parlando della sua visione di un'umanità unificata. Offrì loro la gloria tra le stelle e la redenzione. Lasciando molte persone stupite, i signori della guerra di Albia, vedendo l'Imperatore diverso rispetto ai tiranni del passato, accettarono i termini e presto divennero alcuni dei sostenitori più zelanti dell'unificazione.
Albyon - Il tirannico signore della guerra Uilleam il Rosso venne sconfitto dalle forze dell'imperatore e imprigionato nella prigione di Khangba Marwu.
Impero Achemenide - Giurò fedeltà all'Imperatore all'inizio della sua guerra; l'Impero Achemenide subì poco durante le Guerre di Unificazione, evitando sia l'attacco atomico che l'invasione da parte dei Thunder Warriors.
Atlan - La Ur-regina di questo paese è stata uccisa dagli Adeptus Custodes durante una delle battaglie.
Beozia - Menzionata nei registri imperiali come ostile alla piena unificazione, in realtà approvava tacitamente il dominio dell'Imperatore; la monarchia dominante della Beozia usava qualsiasi tipo di influenza diplomatica per evitare di perdere il potere. Dimostrando grande pazienza e benevolenza, l'Imperatore permise alla famiglia regnante di Beozia - i Yeselti - di continuare così per oltre 150 anni, prevedendo che si sarebbero integrati nella Terra Imperiale di loro stessa volontà e con il massimo della dignità. Invece i Yeselti si aggrapparono alla loro indipendenza fino al punto in cui, in primo luogo, l'esercito imperiale fu costretto ad occupare la provincia e infine, l'invasione tramite i legionari Astartes della Stirpe dei Mille. La Beozia era importante sia per la presenza dell'industria, sia per la presenza di almeno un santuario sepolto dedicato agli dei venerati dagli umani in un'epoca precedente.
Deserto del Caucaso - Il suo sovrano, l'etnarca, fu sconfitto dalle forze dell'Imperatore e imprigionato nelle segrete di Khangba Marwu.
Franc - Stato assorbito dalle forze dell'Imperatore.
Hy Brasil - Il suo ultimo sovrano indipendente, Dalmoth Kyn, fu uno degli ultimi signori della guerra terrestri a essere sconfitti dall'Imperatore. Dopo la sconfitta, Hy Brasil continuò ad esistere come provincia semi-autonoma all'interno dell'Imperium, e fu governata dai discendenti di Kyn. Tuttavia le azioni di Malcador il Sigillita fecero in modo che i discendenti di Dalmoth, incluso Ferom Sichar, non poterono mai sedersi all'interno del Concilio della Terra.
Merica - Questo importante regno era noto per l'alta moda e le sale da ballo; cadde nelle mani dell'imperatore.
Confederazione Maulland Sen- La Confederazione, che sorgeva nel Nord del pianeta Terra, che serviva involontariamente gli Dei Oscuri impegnandosi in sacrifici umani tramite il cannibalismo, proibì la manipolazione genetica; fu schiacciata dai Guerrieri Thunder nella battaglia di Maulland Sen. Il suo sovrano, il prete-re di Maulland Sen, fu giustiziato personalmente dall'Imperatore.
Impero Panpacifico - Il potente impero Panpacifico, sotto il suo tiranno Narthan Dume, fu sconfitto dalle forze dell'Imperatore. Con una mossa speciale, l'Imperatore fece giustiziare Dume invece di farlo imprigionare.
Ursh - Dominato dal tiranno Kalagann, Ursh impiegò potenti psionici nei suoi eserciti e usò la sua forza per scatenare i poteri oscuri di curvatura sui suoi nemici. Ciò, tuttavia, non lo ebbe a disposizione quando affrontò le forze dell'Imperatore, che sconfisse e uccise Kalagann.
Etnarchia - Si sa che l'Etnarchia ha comandato formidabili forze composte da guerrieri geneticamente modificati conosciuti come Ur-Khasis, armi pericolose dall'età oscura della tecnologia e schiavi psionici. Il primo tentativo da parte delle forze imperiali di conquistare le roccaforti dell'Etnarchia all'inizio della guerra era costato la vita a 20.000 Thunder Warriors e ad un milione di altre vittime. Verso la fine delle guerre dell'Unificazione, l'Imperatore iniziò il suo secondo tentativo di rovesciare l'Etnarchia. Questa volta la XVIII Legione delle Legioni Astartes fu incaricata di distruggere i generatori di energia sotterranei che alimentano i campi di potere dell'Etnarchia. Nella successiva battaglia nota come Assalto alle Gallerie della Tempesta, la XVIII Legione risultò vittoriosa e con i loro campi di forza furono abbattuti, l'Etnarchia fu così rapidamente schiacciata dalle forze dell'Imperatore.
Yndonesic Bloc - Il brutale Etnarca del blocco, il cardinale Tang, fu sconfitto dalle forze dell'Imperatore e imprigionato.
Enclave di Saragorn - L'Enclave si arrese alle forze dell'Imperatore, ma continuò a condurre gli esperimenti in segreto. Quando l'Imperatore scoprì questa sfida, inviò l’Ottava Legione per portare la sua punizione. L'Enclave fu brutalmente distrutto.

#### Conclusioni
La battaglia finale della guerra fu il massacro di Gaduare in Franco, dove 5.000 Thunder Warriors massacrarono 50.000 milizie ribelli. L'ultimo atto dell'Era dell'Unificazione vide l'Imperatore massacrare i Thunder Warriors sul Monte Ararat, lasciando il posto alla sua prossima generazione di guerrieri superumani, gli Space Marine. Dopo le sue vittorie militari, l'Imperatore, che era fortemente ateo e considerava le religioni un blocco mentale e un ostacolo verso il progresso del genere umano, dapprima schiacciò i vari credi e le superstizioni e cercò di diffondere la sua Verità Imperiale attraverso il pianeta, facendo in modo che tutti comprendessero che solo la ragione e la scienza possono spiegare ciò che accade nell'universo. L'ultima chiesa della Terra, la Chiesa della Pietra dei Lampi, fu distrutta poco prima della Grande Crociata. È importante parlare di ciò che avvenne prima che questa chiesa venisse distrutta, in quanto l'Imperatore volle presenziare alla sua fine, non prima di aver parlato con il sacerdote, Uriah Olathaire, un tempo ricco e viziato che, durante il massacro di Gaduere, ebbe una visione di Dio che lo cambiò, facendolo diventare religioso e gentile, aiutando sempre e comunque chi poteva con quel poco che aveva, poiché l'Imperatore non capiva come un uomo del genere potesse ancora aver bisogno della fede in un mondo in cui la tecnologia e la scienza stavano rendendo la vita migliore a tutti. L'Imperatore, velatosi con i suoi poteri e facendosi chiamare "Rivelazione", ebbe un lungo dibattito con l'uomo, dimostrandosi bellicoso e dogmatico nelle sue idee, mentre Uriah fu sempre calmo e gentile, e quando l'Imperatore si rivelò per ciò che era realmente al prete, perché colpito dalla sua enorme intelligenza, questi rifiutò qualsiasi offerta egli gli proponesse, profetizzando all'Imperatore di come, una volta distrutti tutti i credi, ne sarebbe poi nati uno in suo onore, a causa delle sue gesta e della sua natura sovrannaturale, una cosa a cui l'Imperatore non diede peso, ordinando poi la distruzione della Chiesa con Uriah al suo interno.
Dopo aver conquistato la Terra, l'Imperatore ha quindi messo gli occhi sulla Luna, occupandola in una rapida campagna. Dopo aver catturato la Luna e aver vinto la fedeltà del Meccanico di Marte, l'Imperatore lanciò la sua Grande Crociata. Nei successivi 200 anni, l'Imperatore guidò le Legioni Astartes nel riconquistare gran parte della Galassia e trovare i Primarchi perduti.

### La conquista del Sistema Solare
Quando le Guerre di Unificazione stavano giungendo al termine, l'Imperatore si occupò della Luna. Gli Space Marine conquistarono facilmente la maggior parte di essa, ma le fortezze dei gene-culti del Cardinale Tang opposero resistenza. Non potendo conquistarli con la diplomazia, l'Imperatore attaccò con le proto-Legioni VII, XIII e XVI e dopo solo sei ore i sopravvissuti si arresero. L'Imperatore usò le tecnologie genetiche presenti sulla Luna per creare i veri e propri Astartes all'interno dei suoi laboratori nell'Himalaya.
Dopo la Luna, venne Marte. Su questo pianeta si era formato l'Adeptus Mechanicus, un culto prevalentemente composto dai Tecnopreti, individui veneratori del Dio Macchina e ossessionati dalla tecnologia, dalla debolezza della carne e la sostituzione di sempre più parti organiche del proprio corpo con miglioramenti bionici. I Tecnopreti credevano che la manifestazione fisica del Dio Macchina fosse l'Omnissia e molti di essi la riconobbero nell'Imperatore, il quale riuscì a stabilire un accordo con il Fabricator-General di Marte. Sebbene l'Imperatore volesse eliminare qualsiasi forma di religione dalla galassia, permise ai Tecnopreti di mantenere la fede nel Dio Macchina in cambio dei loro servigi.
Anche il resto del Sistema Solare venne conquistato dall'Imperium. La IV Legione sconfisse i Lito-Golem delle Streghe di Guerra e prese Venere durante la campagna di Mehr Yasht; i signori Xenos di Giove vennero sterminati e la popolazione liberata dalla schiavitù, rendendo il pianeta un punto di riferimento per la costruzione di navi spaziali; l'impero su Saturno riconobbe l'Imperium come un impero fratello, perciò l'Imperatore firmò immediatamente un trattato che li unì e dovette solo affrontare una piccola fazione rivale per assicurare il suo potere sul pianeta; Urano non fu mai abitabile, ma ospitò diverse colonie umane nell'orbita, tra cui gli Azuriti.
Riguardo agli altri pianeti del Sistema Solare, non è mai stato rilasciato alcun dettaglio.

### La Grande Crociata e l'Eresia di Horus
Dopo essersi occupato del Sistema Solare, l'Imperatore costruì una flotta da guerra con la quale cominciò la Grande Crociata, che durò per due secoli, e finì con lo stabilirsi del dominio Imperiale sulla maggior parte dei mondi colonizzati dall'uomo sparsi per tutta la galassia. Durante questo periodo, l'equipaggiamento delle Legiones Astartes cambiò e migliorò, ad esempio ci fu l'evoluzione dall'armatura potenziata MkII di inizio Crociata fino alla MkVI.
Durante la Grande Crociata, l'Imperatore utilizzò i suoi più potenti soldati, gli Space Marine, e i loro leader nati, i Primarchi. Essi, combinati con la grande potenza dell'Esercito Imperiale (successivamente suddiviso in Guardia Imperiale e Flotta Imperiale), resero l'umanità la forza predominante nella contesa per la conquista della galassia.
L'umanità raggiunse il suo picco con il Trionfo di Ullanor nel 31.000, ma solo quattro anni dopo Horus voltò le spalle all'Imperatore e scatenò la guerra civile di dimensione galattica che prese il nome di Eresia di Horus.

### Dopo l'Eresia
Inizialmente l'Imperium era una secolare monarchia assoluta guidata dall'Imperatore. Dopo l'Eresia di Horus, ma prima della fondazione dell'Ecclesiarchia, l'Imperium era in grado di sopravvivere e funzionare bene contro tutte le minacce come un reame feudale comandato dai Sommi Signori della Terra e protetto dall'Inquisizione. Il Codex dei Cacciatori di Streghe dà un'ampia e dettagliata storia dell'Imperium, cominciando dal reame che l'Imperatore stesso creò, fino alla fondazione dell'Ecclesiarchia 3000 anni dopo la sua ascesa al Trono d'Oro, e i cambiamenti risultanti dell'Imperium da una ricostruzione relativamente secolare ad una brutale teocrazia nella quale i diritti dei cittadini, le libertà, e persino la felicità personale sono diventati dei peccati, e solo la sofferenza e la morte sono viste come virtù.
Perfino all'interno dell'Ecclesiarchia stessa, tentativi di riformare la situazione furono fatti di rado, eccettuato qualche raro cambiamento avvenuto nel giro di vari decenni. Il più notevole di questi cambiamenti fu l'Era dell'Apostasia, nella quale Goge Vandire, Ecclesiarca e Signore dell'Administratum, guidò un "Regno di Sangue" con tattiche di coercizione e assassinii, sino a causare una rivoluzione guidata dal prete radicale Sebastian Thor, che raggiunse la Terra stessa e procedette a mettere sotto assedio il palazzo dell'Ecclesiarchia. Molti capitoli di Space Marine, inclusi gli Ultramarine, gli Angeli Oscuri, e i Lupi Siderali, si schierarono con Sebastian Thor durante la rivolta. La guerra civile fu finalmente conclusa quando Vandire venne spodestato e ucciso dalle sue stesse guardie del corpo, le Sorelle Guerriere.
Dopo questi eventi, Sebastian Thor fu proclamato Ecclesiarca, e tentò di istituire una serie di riforme per migliorare le condizioni di vita all'interno dell'Imperium. In ogni caso, queste riforme non sopravvissero a lungo dopo la sua morte, e l'Imperium tornò molto rapidamente alla precedente forma di società, con l'Ecclesiarchia nuovamente pronta a tornare un'istituzione dedicata completamente all'abuso di potere nei confronti dei suoi stessi seguaci.
Un altro evento di grande importanza fu l'Interregno di Nova Terra, avvenuto circa un millennio prima dell'Era dell'Apostasia. L'Ur-consiglio di Nova Terra denunciò i Sommi Signori della Terra e reclamò il controllo del Segmentum Pacificus. L'Imperium divenne un regno diviso per nove secoli e sul mondo forgia Moirae si scatenò uno scisma di proporzioni mai viste dai tempi dell'Eresia di Horus. Moirae venne ridotto in cenere, ma non prima che il dubbio si diffondesse nel Culto di Marte, nelle Legioni di Titani e in alcuni Capitoli di Space Marine con saldi legami con l'Adeptus Mechanicus. Passarono più di duemila anni di lotte sanguinarie prima che la funesta dottrina potesse essere considerata sradicata.

## L'Imperium nel 41° millennio
Nel quarantunesimo millennio, l'Imperium è nominalmente guidato dal grande e magnificente Dio-Imperatore dell'Umanità. In ogni caso, sin dalla sua salita al Trono d'Oro a seguito del suo confronto con Horus, i compiti della direzione dell'Imperium sono attualmente svolti dal Senatorum Imperialis e da dodici Sommi Signori della Terra. Le identità e le precise responsabilità di questi Sommi Signori variano, ma i membri fissi sono il Rappresentante Inquisitoriale (chiamato a volte Lord Inquisitore Terran), il Gran Maestro dell'Officio Assassinorum, il Signore dell'Administratum, il Fabricator-General dell'Adeptus Mechanicus, il Gran Rettore Maresciallo dell'Adeptus Arbites, l'Inviato dei Paternova delle Case dei Navigatori (Navis Nobilite), l'Ecclesiarca dell'Adeptus Ministorum, il Signore dell'Astronomican e il Signore dell'Adeptus Astra Telepathica. Oltre ai membri fissi, ci sono altri tre posti che possono essere presi da questi grandi leader: il Lord Comandante del Segmentum Solar, il Lord Comandante Militante della Guardia Imperiale, uno o più Cardinali del Sacro Sinodo della Terra, la Badessa dell'Adepta Sororitas, il Capitano-Generale dell'Adeptus Custodes, il Cancelliere della Tenuta Imperium, l'Oratore dei Capitani Cartisti o il Lord Grand'Ammiraglio della Marina Imperiale.
I Sommi Signori hanno il controllo dell'intero Imperium e sono responsabili del mantenimento del funzionamento dello stesso attraverso l'Adeptus Terra e i Comandanti Imperiali. In pratica, date le dimensioni galattiche dell'Imperium, molti mondi sono lasciati a se stessi senza alcun diretto coinvolgimento nel governo centrale. In realtà, in alcuni mondi "Imperiali", l'ultima visita di ufficiali imperiali potrebbe essere solo distante o addirittura avvolta nella storia o nella leggenda.

### I mondi dell'Imperium
Mentre molto dell'Imperium è a dir poco distopico, esso è così vasto e grande che include innumerevoli mondi, che vanno da giungle neolitiche a popolosissime megalopoli-formicaio. Per esempio Gudrun, un mondo menzionato della Trilogia di Eisenhorn di Dan Abnett, è simile ad un'idilliaca nazione felice del diciottesimo secolo, con nobili vassalli che controllano vaste estensioni di terra con colline verdi e piccoli villaggi, mentre Catachan (il mondo dei guerrieri Catachani della Guardia Imperiale) è un mondo infernale pieno di giungle e piante carnivore.
L'Imperium ha una precisa catalogazione dei pianeti e li suddivide nelle seguenti categorie:
- Alpha, o Mondo Agricolo
- Gamma, o Mondo Civilizzato
- Delta, o Mondo Morto
- Delta Tau, o Mondo Assassino (Catachan fa parte di questa categoria)
- Eta, o Mondo Formicaio
- Mu, o Mondo Feudale
- Rho, o Stazione di Ricerca
- Phi, o Mondo Forgia
- Phi Lambda, o Mondo Ferale

Oltre alla classificazione ufficiale, l'Imperium tende ad usare anche altre categorie:
- Mondo Natale dell'Adeptus Astartes
- Mondo Cardinale
- Mondo Fortezza
- Mondo Industriale
- Mondo Cavalleresco (può essere confuso con il Mondo Feudale, ma in realtà il Mondo Cavalleresco si riferisce alle Casate di Cavalieri Imperiali)
- Mondo Minerario
- Mondo Paradiso
- Mondo Penale
- Mondo Santuario

L'Imperium classifica i pianeti anche sulla base di caratteristiche geografiche o topografiche dominanti:
- Mondo Desertico
- Mondo Ghiacciato
- Mondo Giungla
- Mondo Oceanico
- Giganti Gassosi

Anche i pianeti dominati dal Caos o dagli Xenos ricevono una classificazione ben precisa:
- Mondo Xenos
- Mondo Demoniaco
- Mondo Esodita (Eldar Esoditi)
- Mondo Tomba (Necron)
- Mondo Vergine (mondi paradisiaci creati dagli Eldar prima della Caduta)
- Mondo Decrepito (mondi appartenuti al vecchio Impero Eldar e successivamente avvolti dall'Occhio del Terrore)
- Mondo Orkesco
- Mondo Tau
- Arcamondo (sebbene non sia realmente un pianeta, la sua funzione è identica)

Considerata questa lunga classificazione, un pianeta può anche appartenere a più di una categoria. Baal, ad esempio, è sia un Mondo Desertico che un Mondo Natale dell'Adeptus Astartes.

### L'Adeptus Terra
L'Adeptus Terra è l'enorme clero e ufficio burocratico della Terra, in cui scrittori, archivi grandi come continenti e siti di pellegrinaggio occupano il santo mondo formicaio della Terra che non fa parte del Sanctum Imperialis, il luogo ove riposa l'Imperatore, che comprende la maggior parte dell'emisfero Nord. L'Adeptus Terra è così immenso ed opera così lentamente che interi dipartimenti servono agenzie che non esistono più e mondi morti da migliaia di anni.

### L'Administratum
Una delle più utili divisioni dell'Adeptus Terra è l'Adeptus Administratum. L'obiettivo principale di questa organizzazione è il controllo dei beni planetari: i viveri, i materiali per la guerra e i reggimenti della Guardia che ogni mondo Imperiale richiede all'Imperium. Comunque, esso ha anche molti altri compiti per transazioni interplanetarie.

### L'Ecclesiarchia
L'Adeptus Ministorum, conosciuto anche come Ministorum o Ecclesiarchia, è la Chiesa del Dio-Imperatore. L'Adeptus Ministorum esiste per regolare le molte fedi presenti nel vasto Imperium e per proteggere dalla perversione quelle portatrici di valori e di adorazione per l'Imperatore, mentre le altre fedi sono violentemente sradicate.
Molte versioni della Fede Imperiale incoraggiano la produttività ("Il lavoro è preghiera"), l'aderenza al dovere ("Il servitore leale impara ad amare il giogo"), l'obbedienza alle autorità ("Il dissidente richiama solo punizione"), e la riconoscenza all'Imperatore ("Il giudizio dell'Imperatore è una benedizione per i fedeli"). Nonostante il Ministorium permetta molte variazioni, anche folcloristiche, della fede Imperiale, la differenza tra eresia e pio zelo può essere più fine di un capello, e malleabile per coloro che detengono il potere.
È noto che l'Ecclesiarchia non sia esistita formalmente sino a 3000 anni dopo l'incarceramento dell'Imperatore all'interno del Trono d'Oro. Prima di tutto ciò era la Chiesa del Savio Imperatore, uno dei più grandi e forti culti all'Imperatore nell'Imperium, che crebbe sino ad assorbire o distruggere tutti gli altri culti. Una volta che alcuni Sommi Signori della Terra si unirono a questo culto, fu solo un problema di tempo prima che divenisse riconosciuto, adottato, ed eventualmente dichiarato la religione di Stato dell'intero Imperium.
Ironicamente, l'Imperatore stesso non voleva essere visto come un Dio, ma piuttosto come un grande uomo. Egli credeva che fosse il potere dell'Umanità, piuttosto che la fede, che avrebbe permesso all'intera razza di sopravvivere nella galassia (senza però rendersi conto, come giustamente Uriah gli disse millenni prima, che la causa della venerazione nei suoi confronti è stato proprio lui con il suo operato e le sue gesta). Questo è il modo in cui l'Adeptus Mechanicus e l'Adeptus Astartes vedono l'Imperatore - e questo naturalmente causa attriti e tensioni con la natura intollerante dell'Ecclesiarchia.
In ogni caso, vi è una grande varietà di fonti sul culto imperiale, molte delle quali si contraddicono fra loro. Per esempio, la serie di libri dei Fantasmi di Gaunt fa un frequente parlare di Santi Imperiali, ed uno appare anche nella serie di libri sull'Eresia di Horus. Queste citazioni dovrebbero richiamare dubbi sulla composizione della fede imperiale su semplici dogmi. Inoltre il modo in cui gli Space Marine contemporanei si relazionano coll'Imperatore può essere visto non come una esplicita venerazione verso una divinità, ma come l'ammirazione per un grande guerriero e comandante, che debba essere emulato in battaglia attraverso gesta eroiche e pietà.

### Il Departmento Munitorum
Il Departmento Munitorum è il comando centrale delle macchine da guerra Imperiali, ed organizza la logistica dei beni planetari, dei movimenti delle truppe e della loro distribuzione. Il Departmento è molto più decentralizzato delle altre divisioni dell'Adeptus Terra, poiché stabilisce una presenza su qualunque mondo con una significante quantità di materiali. I messaggi di allarme di un mondo invaso vengono gestiti dal Munitorum, e sono passati lungo la scala pianeta-sistema-sottosettore-settore-Segmentum-Quartier Generale dell'Imperium, fino a che una divisione con abbastanza capacità e potere riesca a riunire gli eserciti necessari dai sistemi vicini. In breve, più un nemico colpisce l'Imperium, più grande sarà la punizione.
A causa delle vaste distanze dello Spazio e dei lunghi viaggi nel Warp, combinati con l'infernale burocrazia del Departmento Munitorum, le decisioni prese tendono ad essere decisamente lente, e le richieste di aiuto potrebbero non ricevere risposta per anni, o addirittura secoli. Non è certo strano per le flotte da guerra arrivare in battaglia solo per scoprire che la guerra per cui erano stati inviati si è conclusa anni addietro.

### L'Adeptus Mechanicus
L'Adeptus Mechanicus, i Tecnopreti di Marte, sono gli ingegneri e i tecnici dell'Imperium: creano la maggior parte delle armi e delle avanzate macchine da guerra dell'Imperium, e costruiscono e mantengono le Legioni di Titani, oltre ad altri compiti.
Essi non comprendono completamente le tecnologie che utilizzano, e molte delle loro procedure sono basate su rituali e dogmi religiosi, piuttosto che su abilità genuinamente ingegneristiche o meccaniche. Essi sono in effetti un'entità politica per essi stessi, con all'interno la propria gerarchia di leggi e i loro eserciti.
Prima della fondazione dell'Imperium, i Tecnopreti erano un'entità indipendente, e avevano già colonizzato numerosi mondi attraverso la galassia, pianificando di creare un loro impero. La loro alleanza coll'Imperatore fu dettata dalla loro religione, in cui l'Imperatore occupa una posizione messianica di profonda autorità.

### L'Inquisizione
Indipendente dal resto dell'Adeptus Terra, si trova il Sacro Ordine dell'Inquisizione dell'Imperatore. Essi sono l'ultima autorità giudiziaria e di polizia dell'Imperium, secondi solo all'Imperatore stesso.

### L'Officio Assassinorum
Poco nota ma vitale parte dei dipartimenti Imperiali, l'Officio Assassinorum allena e schiera assassini per tutta la galassia, alla ricerca di particolari individui da eliminare. Lo schieramento di uno dei loro operativi deve essere autorizzato dai Sommi Signori della Terra. In tempi di guerra (che sono invero costanti), gli assassini sono tipicamente schierati sotto il controllo attento e il comando nominale di un Inquisitore.

### I Comandanti Imperiali
In aggiunta all'Adeptus Terra e ai militari, i Sommi Signori comandano inoltre i Segmentum Comandanti, ognuno dei quali controlla una delle cinque regioni galattiche conosciute come Segmentae Majoris: Segmentum Solar, Segmentum Pacificus, Segmentum Obscurus, Segmentum Tempestus e Ultima Segmentum. Ogni Segmentum Comandanti supervisiona i suoi Comandanti di settore, che a loro volta supervisionano i Comandanti di sottosettore, che supervisionano i Comandanti Imperiali, altrimenti conosciuti come Governatori Planetari. I più alti gradi di questo sistema sono generalmente combinati da un comando basilare planetario e da impegni interplanetari. Questo sistema è il modo in cui l'Imperium controlla i pianeti che lo compongono, come una grossa confederazione.
Un Comandante Imperiale è il capo di un intero pianeta, designato dall'Impero. In ogni caso, a causa delle distanze e della natura instabile delle comunicazioni attraverso il Warp, i Comandanti generalmente operano in modo quasi autonomo. Questo permette un po' di variazione tra i governi dei diversi mondi Imperiali. La maggioranza di questi governi sono di tipo ereditario (esempi di ciò includono il Segmentum Comandanti del Segmentum Tempestus e i reali di Volpone), ma non è insolito che un pianeta abbia un Comandante eletto (come gli Elettori di Tanith), un Comandante tiranno che governa con la forza delle armi, o qualunque altra via di mezzo. In qualunque modo il Comandante esegua i suoi compiti per l'Imperium, il suo modo di operare non viene quasi mai indagato dalle autorità centrali.
Una rara manciata di Comandanti presiede su mondi ferali o medievali dove l'Imperium non ha voluto introdurre la moderna tecnologia. Questi Comandanti in genere rimangono distanti, su installazioni orbitali, e solo occasionalmente visitano il pianeta per mettere ordine e ricordare ai loro sottomessi la loro presenza, e per infervorare la loro fede religiosa, visto che i problemi delle mutazioni e delle eresie sono questioni molto pericolose per le autorità Imperiali e legate a doppio filo tra loro.
I doveri Imperiali di un Comandante includono il pagare con materie prime planetarie l'Administratum, controllare le mutazioni, le insurrezioni e le eresie del suo mondo, e mantenere una Forza Planetaria di Difesa in grado di difendere il pianeta da eventuali invasioni. Le Forze Planetarie di Difesa dovrebbero essere in grado di fermare gli attacchi della maggior parte dei nemici, o almeno bloccarli fino all'arrivo di rinforzi, che a volte possono impiegare mesi od anni per giungere a destinazione.
Un numero relativamente piccolo di mondi Imperiali non sono guidati da un Comandante, ma sono supervisionati da organizzazioni alternative come l'Adeptus Terra, la Guardia Imperiale o gli Space Marine. Questi includono i Mondi Forgia dell'Adeptus Mechanicus, i cui abitanti lavorano senza pausa per costruire armi per le armate dell'Imperatore (tra cui Marte, Gryphonne IV, Esteban VII, Lucius, Ryza, Triplex Phall e Fortis Binary); i mondi Cardinali dell'Ecclesiarchia, che sono completamente dedicati all'educazione e all'adorazione del Dio-Imperatore (Ignatius Cardinal, Ophelia VII); mondi fortezza della Guardia Imperiale (Cadia), e mondi natale degli Space Marine (Fenris, Rynn, Macragge, Baal, Prometheus, Caliban, Medusa).

#### Governatore planetario
Un Governatore Planetario, anche conosciuto come Comandante Imperiale, è una figura con l'autorità (spesso ereditaria) di governare un mondo nel nome dell'Imperatore. Sono i principali supervisori dei mondi imperiali. I Governatori Planetari sono generalmente chiamati "Signori" e la loro posizione spesso diventa ereditaria.
Panoramica
Naturalmente, poiché la natura vasta e dispersa del territorio Imperiale renderebbe impossibile un sistema di governo totalmente centralizzato, al Governatore Planetario viene dato un controllo discrezionale sull'amministrazione (compresi il modo di governare, la difesa e lo sviluppo) del pianeta in questione. In teoria lui (o lei) è vincolato all'Adeptus Terra. Essenzialmente, però, è un governatore indipendente. Finché le decime del pianeta sono pagate, il "conteggio " dei mutanti e degli psionici è tenuto sotto controllo e il pianeta è governato in modo competente, il Governatore è libero di dirigere il pianeta come preferisce.
Ci si aspetta che i Governatori difendano il pianeta nel nome dell'Imperium, mantenendo le Forze di Difesa Planetaria e le difese orbitali. A causa della mutevole natura dell'ordito, la comunicazione con l'Adeptus Terra viene spesso ritardata e talvolta impedita del tutto. Spesso questo significa che i Governatori devono prendere decisioni sulla difesa del loro mondo senza consigli e aiuti dalla Terra, il che significa che, affinché il mondo possa prosperare, ogni Governatore deve essere esperto nelle questioni militari e nello sviluppo dell'infrastruttura commerciale del pianeta.
Anche se i Governatori hanno questi poteri su un pianeta, hanno un prezzo da pagare: il Governatore è un vassallo giurato dell'Imperium, e come tale è tenuto a fornire supporto militare alle campagne locali. Nel primo periodo dell'Imperium questo era un processo semplice, un impegno diretto a fornire un certo numero di truppe e a combattere di persona se necessario. Questo era considerato troppo rigido perché quando l'Impero crebbe, il diverso numero di truppe fornite fece un uso scadente di alcune popolazioni di pianeti e su altre una percentuale troppo alta della popolazione fu mandata in guerra, lasciando il pianeta estremamente a corto di manodopera. Questo è stato successivamente sostituito con una decima, valutata dalla ricchezza e dalle risorse disponibili del pianeta.
Come parte della decima, il governatore dovrebbe fornire truppe alla Guardia Imperiale: le truppe vengono spesso requisite dalle esistenti forze di difesa del pianeta. La decima è anche una percentuale del prodotto del pianeta. La maggior parte delle decime sono obblighi regolari, mentre altre sono richieste quando si verificano circostanze specifiche.
Questo porta ad una stretta relazione tra i Governatori Planetari e il Departmento Munitorum che si occupa dello spiegamento di uomini e rifornimenti in tutta la galassia. Entrambe le decime vanno al Munitorum, che può raccogliere soldati da interi settori.
Notevoli Governatori Planetari
- Annesh
- Aulide
- Cyprian Devine
- Dellasario di Tallarn
- Gerontius Helmawr di Necromunda
- Gordus del Sistema Diamor
- Herman von Strab
- Icos Blaille di Tharsis Prime
- Signore di Okku - è stato ucciso dall'Assassino Comaru per la vendita di esseri umani agli Ork schiavisti e per aver venduto agli stessi pelleverde come l'ultimo degli schiavi dal pianeta Okku.
- Lucienne Agamemnus IX
- Lukas Alexander di Kronus
- Lozallio Cann

## Le armate dell'Imperium
Nell'universo di Warhammer 40,000, l'Imperium rappresenta l'unica speranza dell'umanità di sopravvivere nel ambiente tetro e senza pietà dell'universo del quarantunesimo millennio. L'Imperium è circondato da specie aliene, ed è continuamente sotto attacco delle forze del Caos, e da specie extragalattiche come i Tiranidi.
Le forze di difesa dell'Imperium consistono di:
- Guardia Imperiale, o Astra Militarum
- Numerose Forze di Difesa Planetaria
- Flotta Imperiale
- Adeptus Astartes, altrimenti conosciuti come gli Space Marine
- Adeptus Custodes, Adeptus Custodes Imperialis o semplicemente Custodes, le guardie del corpo dell'Imperatore
- Adeptus Arbites, la forza di polizia dell'Imperium
- Adepta Sororitas (Le forze dell'Adepta non sono dislocate in maniera totale agli ordini dell'Inquisizione)

Le forze dell'Inquisizione hanno assoluta autorità per combattere i nemici sia dentro che fuori dall'Imperium. Gli Inquisitori appartengono sempre ad uno specifico ordine:
- L'Ordo Malleus, o Cacciatori di Demoni, inclusa la loro camera militante, i Cavalieri Grigi
- L'Ordo Hereticus, o Cacciatori di Streghe, inclusa la loro camera militante, l'Adepta Sororitas
- L'Ordo Xenos, o Cacciatori di Alieni, inclusa la loro camera militante, la Guarnigione della Morte
- Numerosi altri Ordo minori

L'Adeptus Mechanicus inoltre contribuisce alle difese dell'Imperium con:
- Collegia Titanica, ossia le legioni di Titani
- Skitarii, conosciuti anche come Tecno-guardia
- Legio Cybernetica
- Centurio Ordinatus
- Ordo Reductor
- Auxilia Myrmidon
- Casate di Cavalieri del Mechanicus
- Prefecture Magisterium
- Basilikon Astra, comunemente conosciuta come la flotta dell'Adeptus Mechanicus

Oltre alle Casate prettamente fedeli al Mechanicus, esistono tante altre Casate di Cavalieri Imperiali.
Assieme, essi aiutano a difendere l'Imperium da vari nemici, tra cui:
- Le folli forze del Caos
- Gli Eldar Oscuri e talvolta gli Eldar
- I Tiranidi
- Gli Orki
- L'Impero Tau
- I Necron

## Razze dell'Imperium
Generalmente le razze che vengono a far parte dei territori dell'Imperium vengono sterminate, tuttavia ce ne sono diverse che non sono propriamente aliene, e questo ha permesso la loro sopravvivenza. Infatti suddette razze non sono altro che una variante evolutiva dell'homo sapiens andatasi a sviluppare su mondi particolari.

### Bestioni (homo sapiens giganticus)
Sui mondi gelidi ad alta gravità di una certa zona della galassia, si sono evoluti questi esseri. I Bestioni (originale: Ogryn) sono alti quasi tre metri e hanno una forza molto superiore a quella degli Umani comuni, tuttavia la loro scarsa intelligenza fa sì che sia praticamente impossibile impartire loro un addestramento qualsiasi.
Questi mutanti sono molto fedeli e poco intelligenti, il che li rende le perfette guardie del corpo, data anche la loro mole. I Bestioni generalmente vanno in battaglia armati molto semplicemente, guidati da un altro Bestione particolare, chiamato Testa d'Osso, al quale sono stati fatti degli innesti cerebrali per alzarne l'intelligenza fino a un livello umano.
I Bestioni tendono a soffrire di claustrofobia e ad avere una certa paura del buio, si affezionano molto ai loro protetti e faranno di tutto per aiutarli, anche far loro da scudo vivente.
Esiste un solo personaggio speciale Ogryn nel gioco chiamato Nork Deddog, che funge da guardia del corpo a vari comandanti imperiali.
I Bestioni sono l'equivalente degli Ogri che si trovano nel gioco Warhammer Fantasy Battle, con la differenza che i Bestioni sono meno crudeli e non costituiscono una razza giocabile a sé stante, ma appaiono nel Codex della Guardia Imperiale.

### Mezzuomini (homo sapiens minimus)
Come i Bestioni, i Mezzuomini (dall'originale "Ratling") sono un ramo secondario dell'evoluzione umana. Questi mutanti sono l'equivalente degli Halfling nel mondo di Warhammer Fantasy, sono considerati perennemente affamati, vitali e talvolta lascivi poiché molti sono affetti da cleptomania; diverse volte infatti i Commissari sono venuti a conoscenza di piccoli furti e di una loro tendenza verso il gioco d'azzardo.
In battaglia si riuniscono in piccole squadriglie di cecchini, ruolo nel quale eccellono, ma sono anche conosciuti per le loro straordinarie abilità nella culinaria.
Il loro pianeta natale, Ornsworld, fu invaso da Abaddon il Distruttore durante una Crociata Oscura, poiché vi era presente un artefatto molto potente, l'Occhio della Notte, il cui funzionamento rimane un mistero per l'uomo. Numerosi vascelli del Caos assalirono Ornsworld e lanciarono un'invasione su vasta scala; i Mezzuomini non ebbero nessuna possibilità contro i depravati Marine del Caos, che ne uccisero a milioni e si impossessarono dell'artefatto, incastonato nell'orbita della statua di una divinità Ratling pre-Imperiale.

### Squat (homo sapiens rotundus)
La storia degli Squat comincia con l'Età della Fondazione, nel 21°millennio, e fino al 25° non presenteranno differenze fisiche dagli Umani.
I mondi al centro della galassia orbitano attorno a gigantesche stelle arancioni, formatesi quando la galassia era ancora giovane. Ora le stelle emettono solo una flebile luce e i pianeti che illuminano sono luoghi rocciosi e privi di forme di vita, con campi gravitazionali molto forti.
Quando l'umanità arrivò per la prima volta in questi mondi, vi trovò grande abbondanza di minerali. Furono fondate colonie per l'estrazione e vennero sbarcati migliaia di coloni per manovrare le macchine ed esplorare i sistemi appena scoperti. Per proteggersi dalla forte escursione termica, i coloni scavarono città sotterranee vicino alle miniere. La fortissima gravità e l'ambiente ostile cominciarono a causare nei coloni dei cambiamenti fisici.
Col passare delle generazioni la popolazione divenne sempre più bassa e tozza, forte e resistente, ma più lenta e meno agile. Gli umani che ne derivarono erano molto diversi dai loro antenati e furono detti "Squat" (letteralmente questa parola -in inglese- vuol dire tarchiato, tozzo, atticciato).
Gli Squat hanno sviluppato una civiltà a sé stante, molto diversa da tutte le altre dell'Imperium. Anche se sono fedeli alleati dell'Imperium, si sa che ci sono state dispute commerciali tra loro e l'Imperium, che sono sfociate in vere e proprie guerre; tutto è stato, però, subito accantonato di fronte a nemici comuni come gli Orki e il Caos.
Gli Squat sono esperti tecnici, che hanno dovuto sviluppare un alto livello di sofisticate tecnologie anche solo per poter sopravvivere in quei mondi ostili; sfruttano queste loro conoscenze per costruire molte terribili macchine da guerra.
Quando i mondi di origine degli Squat furono riscoperti dall'Imperium dopo millenni di isolamento, i due gruppi iniziarono a commerciare tra loro e alla fine si allearono.
Gli Squat restano un'importante fonte di ricchezza, dal punto di vista estrattivo, per tutta l'umanità; la loro collaborazione con le forze dell'Imperium è un fattore decisivo in guerra.
Nel 26°millennio inizia l'Era dell'Isolamento degli Squat. Le colonie-miniera diventano fortilizi indipendenti ed autosufficienti. Durante questo periodo la Gilda degli Ingegneri si trasforma in un movimento sociopolitico e le fortezze Squat diventano complessi politici e commerciali che vengono chiamati Leghe.
Durante l'Età dei Conflitti, gli Squat assumono una posizione neutrale e commerciano liberamente con le fazioni Orkoidi e Eldar che combattevano tra loro, ma nel 28°millennio il Kapoguerra Orko Grunhag lo Scorticatore attacca I Mondi Squat con una gigantesca flotta. Molti Mondi Fortezza degli Squat vengono spazzati via dagli Orki: l'epica ballata “La Caduta di Imbach" commemora questa distruzione. Questo evento segna l'inizio dell'ostilità degli Squat verso gli Orki ed il loro disgusto verso gli Eldar, rimasti neutrali ed indifferenti davanti al conflitto. Finisce l'Era dei Commerci ed inizia l'Età delle Guerre tra Squat, Eldar ed Orki.
Nell'anno 985.M39 (38.985) scoppia una guerra civile tra gli Squat. La Lega Thor combatte la Lega Grindel per l'esplorazione dell'ultima fortezza Dargon. Vengono inventati i ciclopi Squat.
Nelle nuove edizioni del gioco gli Squat non esistono più come razza giocabile e sono un equivalente dei Nani del mondo Fantasy. La loro sparizione è stata successivamente giustificata da una dichiarazione ufficiale che vedeva i mondi degli Squat divorati completamente da enormi sciami tiranidi.
A questo disastroso evento sono sopravvissuti un numero decisamente esiguo di Squat, che di generazione in generazione si sono evoluti negli attuali Demiurghi, una razza poco numerosa di valorosi annessa all'Impero Tau.
Altri Squat sopravvissuti sono i cosiddetti Squad del Caos, adoratori degli Dei Oscuri. Tuttavia, come i loro cugini, non sono più presenti nel gioco a partire dalla terza edizione.

### Uomini Bestia (Homo sapiens variatus)
Questi umanoidi assumono tratti palesemente bestiali, quali corna, peluria accentuata e altri. Essi vengono diverse volte assunti dalla Guardia Imperiale per combattere in nome dell'Imperatore per espiare il peccato di essere dei mutanti.
All'interno dell'Imperium essi sono trattati come una casta di intoccabili reietti e i più deboli vengono usati senza pietà per ogni scopo, quindi non stupisce che, in versioni più recenti del gioco, questa razza si sia convertita al culto del Caos e combatte per i suoi Dei Oscuri (come anche gli Uomini Bestia di Warhammer Fantasy).
Alcuni di essi possono essere vere e proprie macchine da guerra in combattimento e generalmente sono guidati da un capobranco.
Gli Uomini Bestia non sono più giocabili nella Guardia Imperiale, così come non si trovano più tra le file del Caos.